# 杵築市立北部中学校
杵築市立北部中学校（きつきしりつ ほくぶちゅうがっこう）は、大分県杵築市山香町立石にあった公立中学校。2009年（平成21年）4月に、本校を含む市内の3中学校が統合され、新たに杵築市立山香中学校が設置されたのに伴い閉校。

## 沿革
- 1947年（昭和22年）4月20日 - 新制中学校として立石町立立石中学校が発足。
- 1955年（昭和30年）3月31日 - 速見郡立石町が山香町・山浦村と合併し、新たに山香町となったことに伴い、山香町立立石中学校に校名変更。
- 1959年（昭和34年）10月1日 - 山香町立山浦中学校を統合し、山香町立北部中学校に校名変更。
- 2005年（平成17年）10月1日 - 山香町が杵築市・西国東郡大田村と新設合併し、新たに杵築市となったことに伴い、杵築市立北部中学校に校名変更。
- 2009年（平成21年）4月 - 杵築市立山香中学校、杵築市立北部中学校、杵築市立上中学校を統合し、新たに杵築市立山香中学校が設置されたのに伴い閉校。

## 概要
- 生徒数 54名
- 職員数 12名
- 学級数 3学級

（平成20年度）

## 部活動
- 陸上部
- 野球部
- 卓球部
- バレー部

## 交通
- 九州旅客鉄道（JR九州）日豊本線 立石駅より徒歩約6分